# Flechtenexposition
Die Flechtenexposition ist ein bioindikatives Verfahren zur Ermittlung von Luftverunreinigungen. Mit ihrer Hilfe werden Wirkungen von Luftverunreinigungen integral erfasst.

## Hintergrund
Im Gegensatz zu chemisch-physikalischen Messdaten zeigen die durch Biomonitoring gewonnenen Ergebnisse Wechselwirkungen verschiedener Einzelkomponenten an. Als Bioindikator werden bevorzugt solche Organismen herangezogen, die im Untersuchungsgebiet allgegenwärtig sind. Die diese Voraussetzungen erfüllenden Flechten reagieren außerordentlich empfindlich auf Luftverunreinigungen, da ihre Stoffaufnahme und somit die Schadstoffaufnahme fast ausschließlich über die Luft und über Niederschläge erfolgt. Im Gegensatz zu höheren Pflanzen besitzen sie keine Schutzschicht, sodass Luftschadstoffe weitgehend ungehindert in die Flechte eindringen können. Flechten fehlt die Möglichkeit zur schnellen Regeneration. Da sie nicht über die Fähigkeit verfügen, Schadstoffe aktiv auszuscheiden, findet in ihnen eine Akkumulation statt. Flechten können auch im Winterhalbjahr Schadstoffe aufnehmen, weil sie auch bei niedrigen Temperaturen stoffwechselaktiv sind.

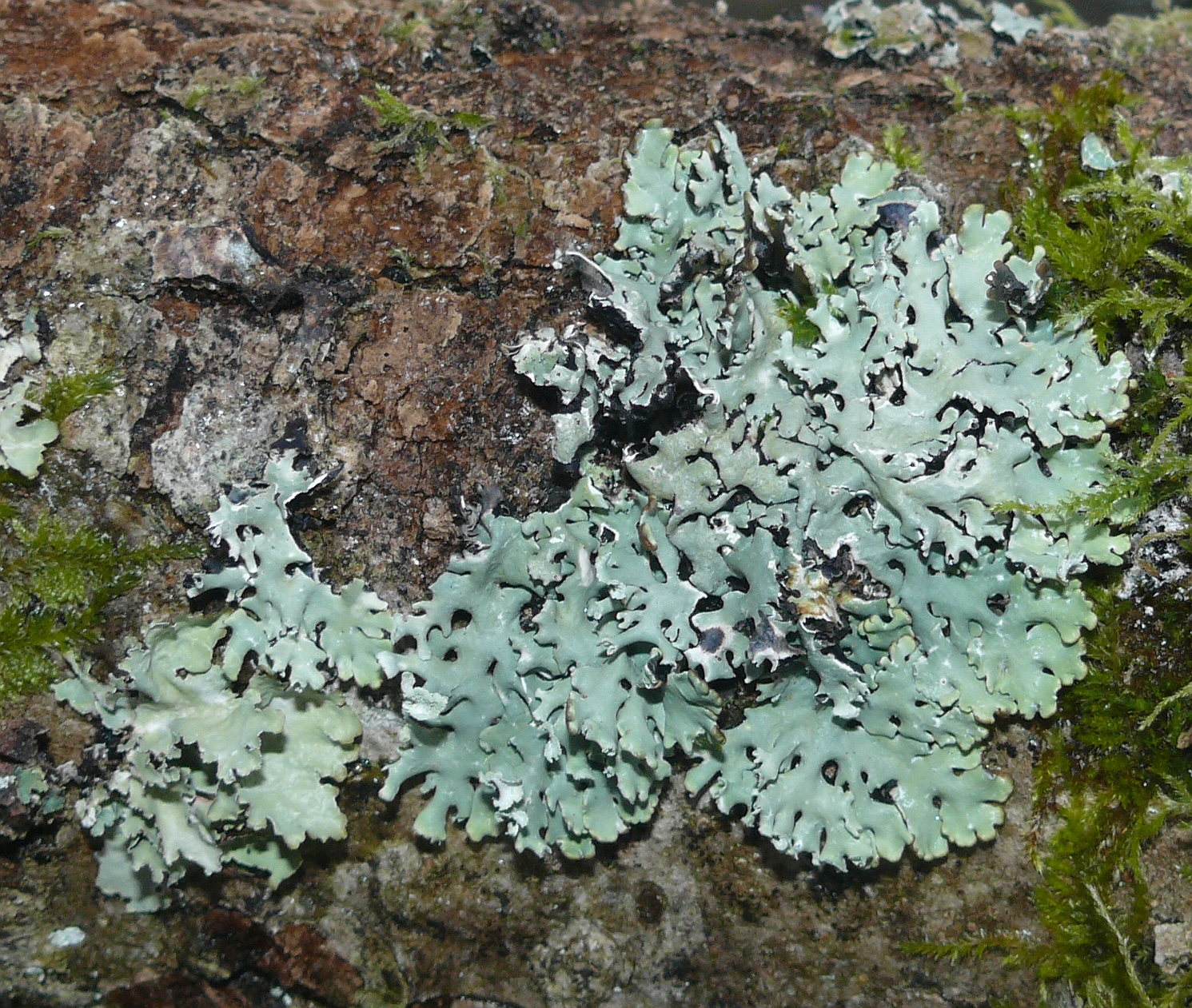
Hypogymnia physodes auf einem Baumstamm

Für das Verfahren der Flechtenexposition hat sich die Flechtenart Hypogymnia physodes bewährt. Sie reagiert besonders empfindlich auf das gleichzeitige Einwirken von Ozon und Schwefeldioxid. Sie fehlt aber in landwirtschaftlich intensiv genutzten Regionen fast vollständig.
Die Entnahme der Flechten mitsamt Borke erfolgt in der Regel an gefällten Bäumen, bevorzugt Eichen. Zur mehrmonatigen Akklimatisation werden die Flechten mit Baumharz auf einem Gestell aus unbehandeltem Holz befestigt und an einem immissionsarmen Standort, der klimatisch dem späteren Expositionsort ähnelt, aufbewahrt. Die eigentliche Exposition findet mithilfe von sogenannten Flechtentafeln oder Flechtenrädern statt. Flechtentafeln sind harzfreie Holztafeln mit Bohrungen, in denen die Borkenstücke eingelassen sind. Flechtenräder werden über napfförmige Schaufeln vom Wind angetrieben. Sechs Flechtenkörper werden dabei, vergleichbar dem Mankschen Karussell, gleichmäßig auf einer bestimmten Höhe um die senkrechte Achse verteilt. Bei beiden Geometrien werden die Flechten 360 Tage exponiert, wobei der Startzeitpunkt sich um den 1. Oktober bewegen sollte. Zu Beginn und Ende der Expositionszeit erfolgt eine photographische Erfassung der Flechten. Der Abgleich zwischen den Photographien liefert das Messergebnis, das als Schädigungsgrad ausgegeben wird.
Die Expositionsvorrichtung soll frei anströmbar sein und so aufgebaut sein, dass die Exponate sich im Mittel anderthalb Meter über dem Boden befinden. Werden Flechtentafeln verwendet, so sollen diese nach Norden ausgerichtet sein, um Einflüsse der Sonneneinstrahlung auf das Einbettungsmedium zu verhindern. Wird in Gebieten, in denen Hypogymnia physodes natürlich vorkommt, die Methode der Flechtenexposition angewandt, so ist zusätzlich das Verfahren der Flechtenkartierung anzuwenden.
Die Flechtenexposition wurde in den 1960er-Jahren von Helfried Schönbeck von der damaligen Landesanstalt für Immissions- und Bodennutzungsschutz des Landes Nordrhein-Westfalen entwickelt. Sie wurde 1991 mit der Richtlinie VDI 3799 Blatt 2 standardisiert. Bereits in den 1980er-Jahren wurde die Flechtenexposition zur wirkungsbezogenen Immissionsmessung eingesetzt.